# Vương Tinh
Vương Nhật Tường (tiếng Trung: 王日祥, tiếng Anh: Wong Yat-cheong), thường được biết đến với nghệ danh Vương Tinh (tiếng Trung: 王晶, tiếng Anh: Wong Jing, sinh ngày 3 tháng 5 năm 1955), là một nam nhà làm phim kiêm diễn viên người Hồng Kông. Ông được đánh giá là một trong những nhà làm phim thành công nhất của dòng phim thương mại Hồng Kông và đóng một vai trò rất quan trọng trong nền điện ảnh Hồng Kông vào thập niên 90.
Những bộ phim của Vương Tinh thường bị giới phê bình chỉ trích về chất lượng nghệ thuật cũng như hiếm khi xuất hiện trong danh sách đề cử của giải thưởng Điện ảnh Hồng Kông, song rất nhiều trong số chúng lại là những tác phẩm ăn khách, bao gồm loạt phim Thần bài, Thánh bài, Trùm Hương Cảng hay Người trong giang hồ. Ông cũng chính là người đã phát hiện và đưa Châu Tinh Trì lên vị trí ông vua phim hài của điện ảnh Hồng Kông.

## Tiểu sử và sự nghiệp
Tên khai sinh của Vương Tinh là Vương Nhật Tường, ông sinh ngày 3 tháng 5 năm 1955 trong một gia đình có truyền thống về điện ảnh. Cha của ông là Vương Thiên Lâm, nhà làm phim kiêm diễn viên thuộc thế hệ đầu tiên của điện ảnh Hồng Kông hiện đại. Sau khi tốt nghiệp khoa Văn học Trung Quốc của Đại học Trung văn Hồng Kông, Vương Tinh bắt đầu tham gia ngành giải trí bằng công việc viết kịch bản cho các bộ phim truyền hình của hãng TVB từ năm 1975. Tiếp đó Vương Tinh chuyển sang làm biên kịch cho hãng Thiệu Thị, ông là đồng tác giả kịch bản bộ phim mang tính đột phá của dòng phim võ thuật hài Lâm Thế Vinh (林世榮, 1979) và được giao đạo diễn bộ phim đầu tiên Dũng giả vô cụ (勇者無懼) vào năm 1981.
Tiếp nối đề tài phim cờ bạc của Dũng giả vô cụ, năm 1989 Vương Tinh viết kịch bản và đạo diễn phim Thần bài (賭神), một bộ phim giải trí xuất sắc với hai ngôi sao Châu Nhuận Phát và Lưu Đức Hoa. Tác phẩm này đã lập tức phá kỷ lục về doanh thu ở Hồng Kông và tạo nên một cơn sốt về phim cờ bạc ở cả điện ảnh và truyền hình tại hòn đảo này. Một năm sau, Vương Tinh đảm nhiệm vị trí sản xuất cho bộ phim Thánh bài (賭聖), một tác phẩm hài nhại lại của Thần bài nhưng cũng thành công không kém và là bệ phóng để đưa diễn viên chính của bộ phim là Châu Tinh Trì lên vị trí ông vua phim hài Hồng Kông. Loạt phim cờ bạc còn tiếp tục được Vương Tinh kéo dài với Thần bài 2 (賭俠, 1991) và Thần bài 3: Trở về Thượng Hải (賭俠2之上海灘賭聖, 1991). Sau Thánh bài, Vương Tinh còn đảm nhận vai trò đạo diễn cho một số bộ phim thành công khác do Châu Tinh Trì thủ vai chính như Chuyên gia xảo quyệt (整蠱專家, 1991), Lộc Đỉnh ký (鹿鼎記, 1992) hay Đại quan Bao Long Tinh (九品芝麻官, 1994). Vương Tinh cũng là nhà sản xuất cho nhiều bộ phim khác của Châu như Trường học Uy Long (逃学威龙, 1991) hay Đại nội mật thám (大內密探零零發, 1996).
Là chuyên gia của dòng phim giải trí, Vương Tinh đã tham gia sản xuất nhiều bộ phim thành công thuộc đủ mọi đề tài, từ phim xã hội đen với Người trong giang hồ (古惑仔之人在江湖, 1996), phim cấp 3 với Xích khỏa cao dương (赤裸羔羊, 1992), Hương Cảng kỳ án: Chi cường gian (香港奇案之強姦, 1993) tới phim kinh dị với Đại dịch Ebola (伊波拉病毒, 1996). Tuy phim do Vương đạo diễn hoặc sản xuất thường xuyên bị giới phê bình chê bai về chất lượng nghệ thuật nhưng thực tế trong giai đoạn đầu thập niên 1990 Vương lại luôn là người đi đầu trong việc khai thác những đề tài mới mang tính giải trí cao cùng những cách thực hiện và quảng bá mới lạ để lôi kéo khán giả. Đáp lại những lời chỉ trích từ giới phê bình, Vương Tinh cho rằng ông làm phim là để thỏa mãn nhu cầu của khán giả vì vậy những nhận xét tiêu cực của giới phê bình đối với ông hoàn toàn không có giá trị.
Vào cuối thập niên 1990, cùng với sự thay đổi thị hiếu nhanh chóng của khán giả Hồng Kông và quá trình đi xuống của ngành công nghiệp điện ảnh ở đây, Vương Tinh dần không còn giữ được vị trí hàng đầu của dòng phim giải trí, ông chỉ có một số tác phẩm đáng chú ý như Hắc bạch sâm lâm (黑白森林, 2003) hay Sấu thân (瘦身, 2005). Trong thập niên 2010, sự nghiệp của ông có những bước phát triển mới với việc ra mắt loạt phim From Vegas to Macau và Trùm Hương Cảng, qua đó giúp ông nhận được đề cử giải thưởng điện ảnh Hồng Kông cho Đạo diễn xuất sắc nhất và Phim hay nhất.